# فاباو
جوزيه فابيو ألفيس أزيفيدو الشهير باسم فاباو (بالبرتغالية: Fabão) (15 يونيو 1976 في البرازيل – )؛ هو لاعب كرة قدم سابق كان يلعب كمدافع.

## وصلات خارجية
- خوسيه فابيو ألفيس أزيفيدو على موقع الاتحاد الدولي (مؤرشف)  (الإنجليزية)
- خوسيه فابيو ألفيس أزيفيدو على موقع رابطة كرة القدم اليابانية للمحترفين (اليابانية)
- خوسيه فابيو ألفيس أزيفيدو على موقع قاعدة بيانات كرة القدم.إي يو (الإنجليزية)
- خوسيه فابيو ألفيس أزيفيدو على موقع Soccerway.com (الإنجليزية)
- خوسيه فابيو ألفيس أزيفيدو على موقع عالم كرة القدم.نت (الإنجليزية)